# Thomas von Ibelin
Thomas von Ibelin, auch Thomas von Ramla genannt, (* um 1176; † 1188) war Herr von Ramla und Mirabel im Königreich Jerusalem.
Er war der Sohn des Balduin von Ibelin und seiner zweiten Frau Isabella Gothman. 1187 überwarf sich sein Vater im Streit um die Thronfolge im Königreich mit dem neuen König Guido von Lusignan, verweigerte ihm die Huldigung und übergab seine Herrschaften Ramla und Mirabel seinem jungen Sohn Thomas. Wenig später führte König Guido das Heer des Königreiches in die vernichtende Niederlage gegen Sultan Saladin in der Schlacht bei Hattin. Thomas war zum Zeitpunkt der Niederlage, die das ganze Königreich in Gefahr brachte, noch minderjährig. Er befand sich in Nablus, in der Obhut seiner Tante Maria Komnena, mit der er in das besser befestigte Jerusalem floh, während Saladins Truppen das Umland einschließlich Ramla, Mirabel und Nablus besetzten. Auf Vermittlung seines Onkels Balian von Ibelin erhielt Maria Saladins Erlaubnis, mit ihren Kindern, ihrem Hofstaat und ihrer gesamten Habe nach Tyrus abzuziehen. Saladin stellte ihr sogar eine Eskorte, die ihr sicheres Geleit gewährleistete. In Marias Gefolge entkam auch Thomas der folgenden Belagerung von Jerusalem.
Thomas starb im Jahr 1188, unverheiratet und kinderlos.